# Тюменский, Роман Агишевич
Роман Агишевич Тюменский (до крещ. имя не известно, † не ранее 1625) — мурза северокавказского Тюменского владения, с середины XVI века военный и административный деятель на службе в Русском царстве. Занимал должности стрелецкого головы и воеводы, на дворцовой службе имел московский чин (служилый князь/дворянин московский), позднее думный чин (окольничий).
Относился к тем 70 фамилиям Русского царства (кон. XVI — нач. XVII), которые современные исследователи рассматривают как аристократические. Являлся представителем отдельной группы русского дворянства — перешедшей на русскую службу иноземной знати. Совместно со старшим братом — Василием Агишевичем, считается основателем российского княжеского рода Тюменских.

## Тюменский мурза
В период правления Ивана IV, после захвата Русским царством Астраханского ханства (1556), наряду с правителями близлежащих мусульманских стран, начала налаживать связи с русской администрацией и знать северокавказского Тюменского владения. С 1558 года на службе русского царя находился тюменский мурза Мамай Агишев. Он и его младший брат — Роман Агишев (тюркское имя не известно), являлись племянниками правителя тюменского владения. В 1559 году (1560?) Мамай настойчиво добивался Тюменского престола — ездил из Тюмени в Астрахань и пытался заручиться там военной помощью против своего дяди. Развитие этих событий в летописях не освещено, но известно, что Мамай Агишев не смог захватить власть. Вероятно, Роман Агишев активно участвовал с братом в попытке переворота, а впоследствии они вместе уехали в Москву где крестились: «При государе царе … Иване Васильевиче … пріехали служити … Тьменскіе. И государь ихъ пожаловалъ, велелъ имъ служити себѣ и велелъ ихъ крестити, а во крещеніи имъ имяна: князь Романъ да князь Василей [Роман и Василий Агишевичи Тюменские]». В дальнейшем братья занимали должности на военной и административной службе в Русском царстве.

## На службе Русскому царству
С середины XVI века Роман Агишевич находился на военной службе в Русском царстве, занимая должности стрелецкого головы, а со временем — воеводы. Согласно «Русской родословной книге» генеалога А. Б. Лобанова-Ростовского, Роман Агишевич был воеводой в различных полках (1578—1588 и 1591—1598), воеводой в Соликамске и в Ярославле (1619). В «Разрядных книгах» имеются более подробные многочисленные сообщения об участии Романа Агишевича в завершающих этапах Ливонской войны и военных действиях в период заключения Плюсского перемирия (в «Разрядных книгах» некоторые даты нахождения князя на службе указаны ранее приведённых А. Б. Лобановым-Ростовским).
На административной/дворцовой службе русского царя, согласно А. Б. Лобанову-Ростовскому, Роман Агишевич находился в 1625 году, однако, по данным «Разрядных книг» он служил при дворе и значительно ранее указанного года. В иерархии русского царского двора Роман Агишевич относился к, так называемым, служилым князьям, которых с конца XVI века уже никак особо не выделяют от дворян московских (московский чин). Впоследствии князь дослужился до более высокого чина окольничего (думный чин).

### Третий этап Ливонской войны (1569—1577)
Во время похода в Прибалтику против Речи Посполитой, возглавляемого лично царём Иваном IV, Роман Агишевич находился на должности стрелецкого головы (1573). В 1575—1576 годах Русским царством был предпринят ещё один поход в Прибалтику, возглавляемый наместником Тарту (старорусск. Юрьев) воеводой князем Афанасием Шейдяковым; результатом стал захват значительной части побережья Балтийского моря. В начале этой кампании, во время выступления русских войск из Великого Новгорода в январе 1575 года, Роман Агишевич был назначен воеводой полка правой руки совместно с окольничим князем Петром Ивановичем Татевым. Зимой 1575 года армия продвинулась до Таллина (старорусск. Колывань) и его пригородов. В июле того же года, Роман Агишевич находясь на должности воеводы сторожевого полка совместно с князем Григорием Ивановичем Долгоруковым (прозв. Чёрт), участвовал в осаде и взятии русскими войсками под предводительством «царя» Симеона Бекбулатовича и «царевича» Михаила Кайбуловича города Пярну (старорусск. Пернов). В январе 1576 года «посылал царь … Иван Васильевич … бояр своих и воевод в вифляндские немцы [в Ливонию]». Войском в составе трёх полков «с нарядом [пушками]» были осаждены и захвачены города Лихула, Колувере, Хаапсалу и Падизе (старорусск. Линоверь, Коловерь, Апсол и Падца). В этом походе Роман Агишевич служил воеводой сторожевого полка совместно с князем Михаилом Васильевичем Тюфякиным.

### Четвёртый этап Ливонской войны (Русско-польская война 1577—1582)
В 1577—1581 годах король Польский и Великий князь Литовский Стефан Баторий (старорусск. Оботур) перешёл в наступление и захватил ряд русских городов. В 1580 году (1581?) во Ржеве было дислоцировано русское войско для защиты от ожидавшегося продвижения польско-литовской армии. Роман Агишевич служил в нём воеводой в полку правой руки совместно с боярином князем Фёдором Ивановичем Мстиславским.
В 1582 году Роман Агишевич служил на этой же должности, также совместно с князем Мстиславским, во время сбора воевод русского войска в Волоколамске (старорусск. Волок Ламской), после сбора войско стояло в Зубцове.

### Период заключения Плюсского перемирия (1583—1586)
В 1583 году в Великом Новгороде «по немецким вестем» были собраны воеводы, среди которых Роман Агишевич служил воеводой сторожевого полка, совместно с князем Василием Васильевичем Тюфякиным.
В ноябре 1585 года «посылал государь во Брянеск [Брянск] воевод для приходу литовских людей», был написан «разряд» для наступления на «литовского короля» Стефана Батория, но в связи с замирением сторон поход не состоялся. Среди прочих воевод Роман Агишевич числился воеводой полка правой руки, совместно с «царём» Симеоном Бекбулатовичем и князем Василием Фёдоровичем Скопиным.
В сентябре 1586 года царь Фёдор Иоаннович собирал воевод в Великом Новгороде для зимнего похода на «свейского [шведского] короля» Юхана III (старорусск. Яган). Роман Агишевич служил воеводой сторожевого полка, совместно с Богданом Ивановичем Полевым, который заменил заболевшего князя Михаила Глебовича Салтыкова.

## Семья
Брат. Согласно различным источникам, братом Романа Агишевича был князь Василий, имя до крещения — Мамай Агишев. На основании данных историка А. П. Барсукова, А. Б. Лобанов-Ростовский высказывает предположение, что у них мог быть ещё один брат, также с именем Василий, однако сведений о нём не имеется.
Дети. По записям в «Русской родословной книге» Роман Агишевич имел сына — Андрея. Это подтверждается и в делах Тайного приказа: «у князь Романа сынъ князь Ондрей [Андрей Романович Тюменский] …». Андрей Романович служил при царском дворе в московских чинах — жильца и стряпчего с платьем.

## Прочие данные
В местническом распорядке на свадьбе в Великом Новгороде ливонского герцога Магнуса Гольштейнского (старорусск. «король» Арцымагнус), Роман Агишевич числился в свадебном поезде (1573).
Известно, что в 1578 году у Романа Агишевича имел место местнический спор с боярином Михаилом Глебовичем Салтыковым, в котором последний проиграл.
В местническом распорядке на свадьбе царя Ивана IV и Марией Фёдоровной Нагой, Роман Агишевич числился в свадебном поезде (1580).
В феврале 1585 года, наряду с боярами и другими думными чинами, «на окольничем [месте] окольничей [чин] …князь Роман да князь Василей Тюменские» участвовали при приёме царём Фёдором Иоанновичем посла Речи Посполитой Льва Сапеги.
В 1586 году на Романа и Василия Агишевича «бил челом государю … Федору Ивановичю» воевода Панкратий Яковлевич Салтыков, «что он написан в большом полку в других, а князь Василей в передовом полку первой, а князь Роман в сторожевом полку первой». В этом местническом споре указом царя братья Тюменские были признаны правыми, «потому что Панкратей наперед того бывал менши князя Василья Тюменского».
В 1616 году сын Романа Агишевича — князь Андрей Романович, совместно с братом Романа Агишевича — князем Василием Агишевичем, владели поместьями Томошской волости Воскресенской трети (позднее Вологодская губерния).